# اللفج (حزم العدين)

تعديل مصدري - تعديل

اللفج محلة تابعة لقرية الجبل، التابعة لعزلة بني اسعد بمديرية حزم العدين إحدى مديريات محافظة إب في الجمهورية اليمنية، بلغ تعداد سكانها 36 حسب تعداد اليمن لعام 2004.